# Sigfrid Ulrich
Axel Sigfrid Ulrich, född 15 februari 1826 i Stockholm, död 1 december 1889 i Potsdam, var en svensk sjukgymnast och gymnastikpionjär.
Sigfrid Ulrich var son till statssekreteraren Johan Christian Henrich Ulrich och Sigrid Eleonora Rehnström. Efter studier vid Krigsakademien på Karlberg blev han underlöjtnant vid Andra livgrenadjärregementet 1849 och löjtnant 1855. Han begärde avsked 1857. Sedan han genomgått Gymnastiska centralinstitutet 1851–1852 verkade han 1852–1856 i Stockholm som sjukgymnast, gymnastik- och fäktlärare. 1856 grundade han i Bremen Svenska Medicinal-gymnastiska institutet, den första anstalten av detta slag i Tyskland. Till 1878 var han dess framgångsrike ledare, varefter han överlät institutet till sin son. Själv återupptog han för några år gymnastisk praktik i Stockholm, vistades så några år i Lübeck för att 1886 flytta sin verksamhet till Potsdam. Under somrarna 1882–1887 var han föreståndare för gymnastiken vid badanstalten i Marstrand. 
I flera skrifter försökte Ulrich hävda den lingska gymnastikens företräde framför den tyska: Jahresberichte des Schwedischen Heilgymnastischen Instituts in Bremen (1–21, 1857–1878), Beitrag zur Therapie der Rückgratsverkrümmungen (1857), De la chlorose et de son traitement au moyen de la gymnastique scientifique suédoise (1860), Sur la nécessité dúne éducation physique pour léspèce humaine (angående gymnastikens införande i Belgien, 1861), Pathologie und Therapie der muskulären Rückgratsverkrümmungen (1874) samt Warnungsrufe (1874), en bok för ungdom om kroppsvård. På grund av sina gymnastikvetenskapliga förtjänster, blev Ulrich 1857 filosofie doktor vid universitetet i Jena, erhöll 1872 svensk professorstitel samt kallades till ledamot av Svenska läkaresällskapet 1877.
Han gifte sig 1854 med skådespelerskan Valborg Torsslow.